# Света Троица (Кинира)
Вижте пояснителната страница за други значения на Света Троица.
„Света Троица“ (на гръцки: Ιερός Ναός Αγίας Τριάδος) е възрожденска православна църква в село Кинира на остров Тасос, Егейска Македония, Гърция, част от Филипийската, Неаполска и Тасоска епархия на Вселенската патриаршия.
Вляво от входа на храма има вградена мраморна плоча с надпис „1861 ΑΠ“. В архитектурно отношение е еднокорабен храм с външни размери 5,60 на 7,15 m, дебелина на стената от 0,65 m и площ от 40,04 m2. Входът е с единична дървена врата и е с една стъпка по-нисък от терена. Наосът се осветява от малък южен прозорец. Подът е с мраморни плочи. Иконостасът е обикновен дървен. Таблата са облицовани, а царските икони малки. От север на юг са „Свети Йоан Кръстител“, „Света Богородица“ след северната врата, „Исус Христос“ след царските двери, „Света Троица“, „Свети Пантелеймон“. Над тях има серия по-малки изображения и отгоре 15 по-малки икони. Иконостасът е увенчан с разпятие. Светилището е осветено от един прозорец и има полукръгла конха с вентилационен процеп.
В храма има запазени антични архитектурни елементи, които служат за свещници и за олтар, и които свидетелстват, че църквата има средновековна фаза.